# Brewiarz Grimaniego

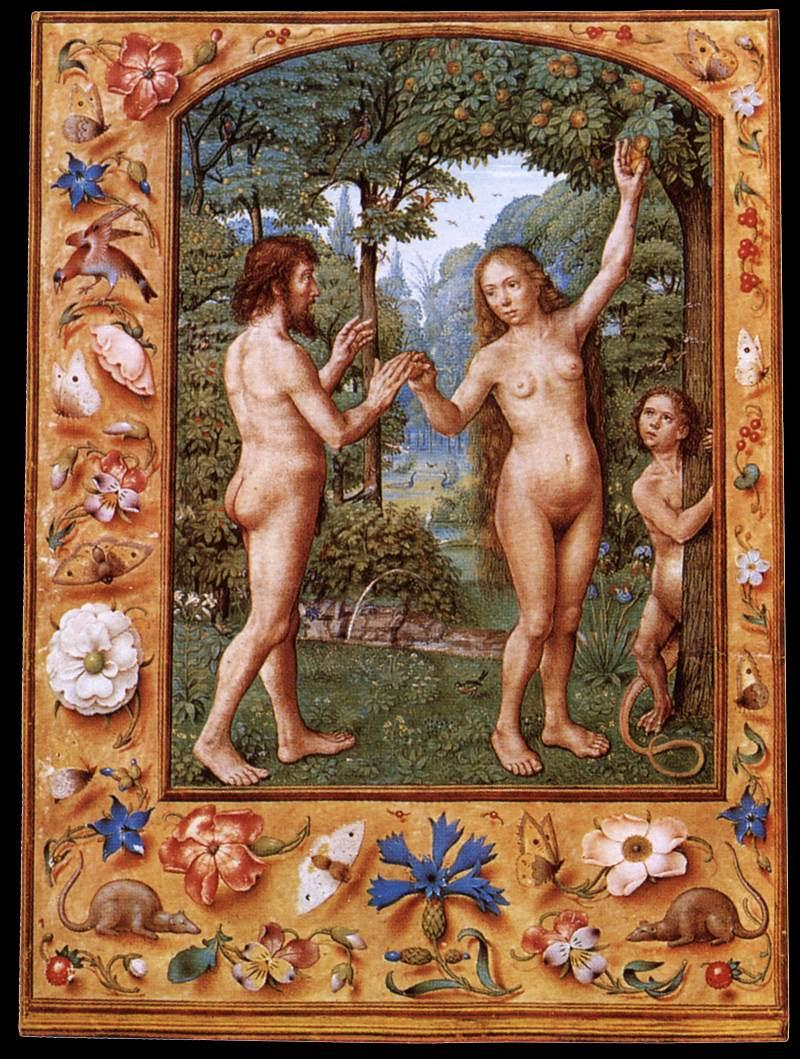
Miniatura z Brewiarza Grimaniego, przedstawiająca Adama i Ewę w raju

Brewiarz Grimaniego – bogato zdobiony rękopiśmienny brewiarz wykonany na początku XVI wieku, będący jednym z najwybitniejszych przykładów wczesnorenesansowego niderlandzkiego iluminatorstwa książkowego. Obecnie znajduje się w zbiorach Biblioteca Marciana w Wenecji (sygnatura MS lat. I. 99).
Miejsce, czas i okoliczności powstania manuskryptu są nieznane. Zdaniem badaczy mógł powstać na zlecenie Małgorzaty Habsburżanki, jako dar dla Maksymiliana Sforzy. Świadczyć o tym może obecny na karcie 81r herb Antonia Siciliano, sekretarza Sforzy, który w 1513 roku odwiedził Niderlandy. Pierwszą pewną datą w dziejach manuskryptu jest dopiero 1520 rok, kiedy to kardynał Domenico Grimani za sumę 500 dukatów odkupił księgę od Siciliano. Księga trafiła wówczas do skarbca weneckiej Bazyliki św. Marka, gdzie znajdowała się do końca XVIII wieku.
Księga liczy 831 pergaminowych kart formatu 275×215 mm. Oprawa obłożona została szkarłatnym aksamitem i obita metalowymi ramami. Ozdabiają ją dwa medaliony, na których przedstawiono dożę Antonia Grimaniego i jego syna, kardynała Domenica. Bogaty program ikonograficzny księgi obejmuje 120 całostronicowych miniatur, 110 ozdobnych inicjałów oraz miniatury na marginesach stronic. Iluminacje wykonało kilku różnych artystów, wśród których wyróżniono ponad wszelką wątpliwość rękę Gerarda Horenbouta. Część z nich przypisywana jest pracowni Hansa Memlinga oraz Aleksandrowi i Simonowi Beningom. Iluminacje kalendarza są wzorowane na tych zdobiących Bardzo bogate godzinki księcia de Berry.

## Galeria

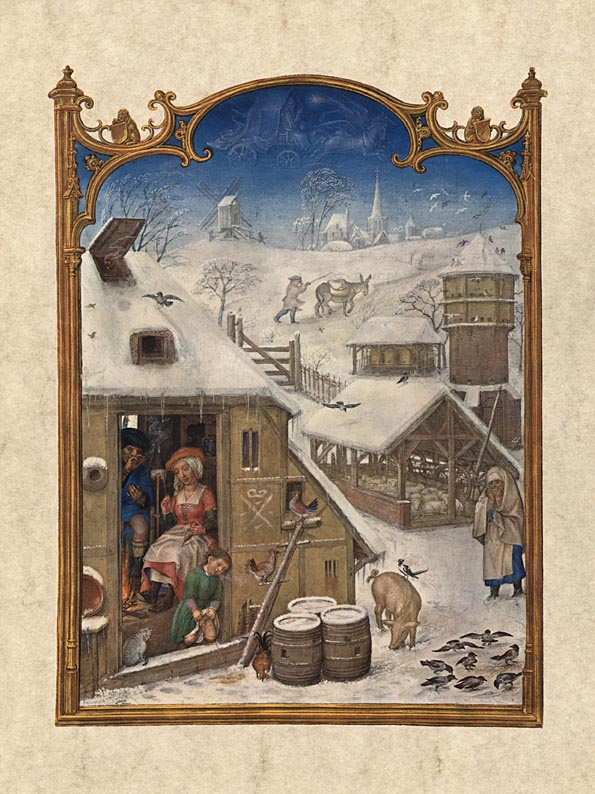
Miniatura z kalendarza – miesiąc luty
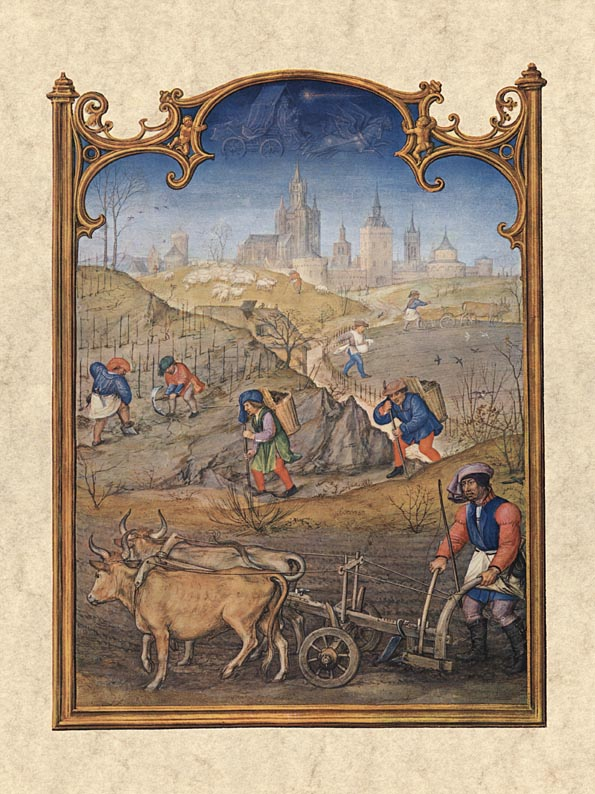
Miniatura z kalendarza – miesiąc marzec
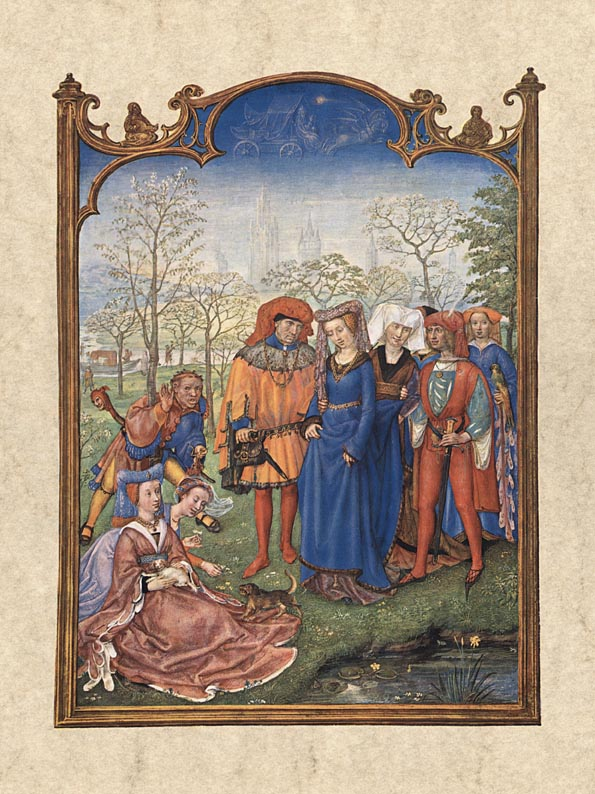
Miniatura z kalendarza – miesiąc kwiecień
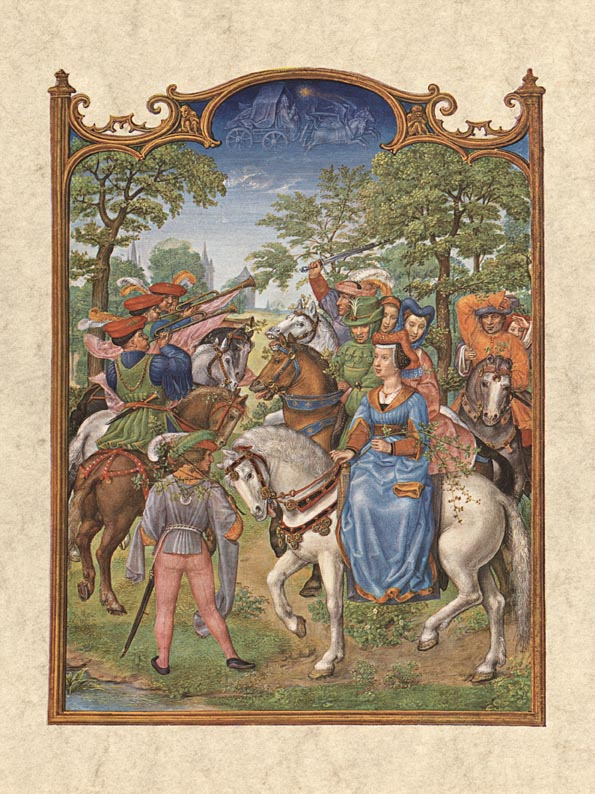
Miniatura z kalendarza – miesiąc maj
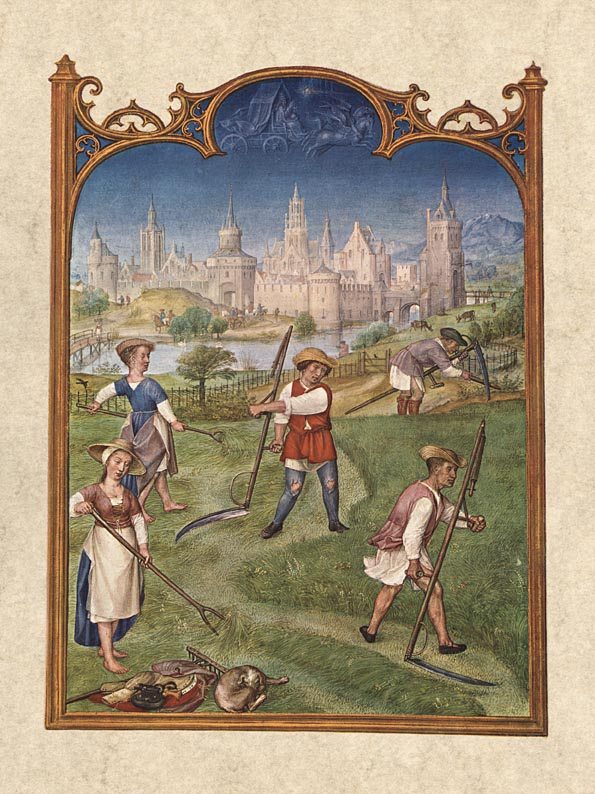
Miniatura z kalendarza – miesiąc czerwiec
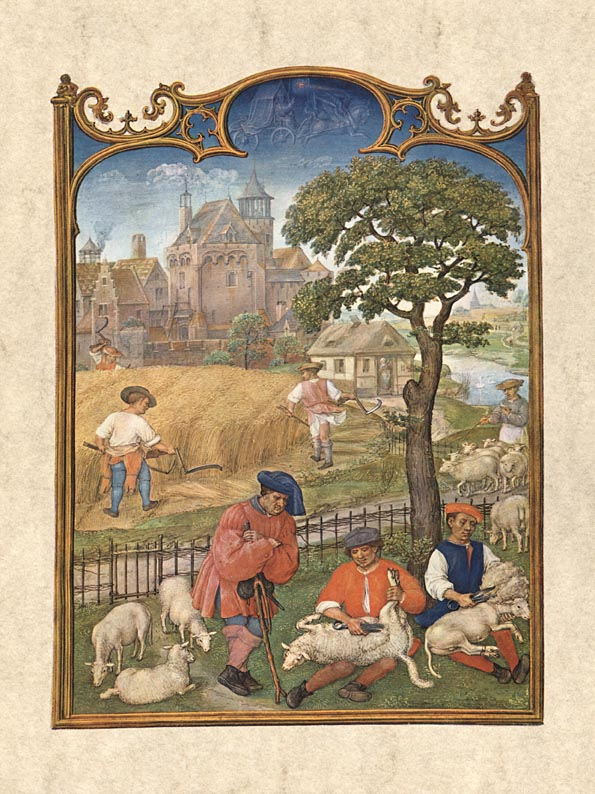
Miniatura z kalendarza – miesiąc lipiec
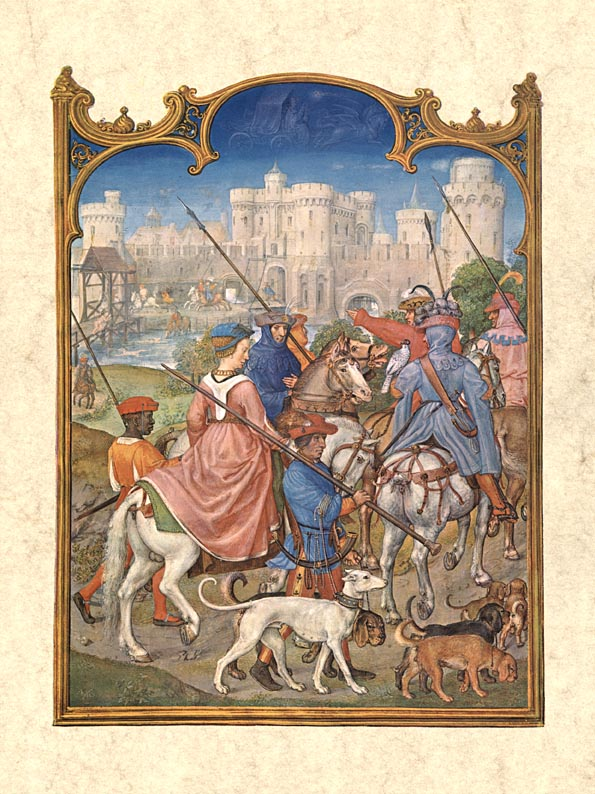
Miniatura z kalendarza – miesiąc sierpień
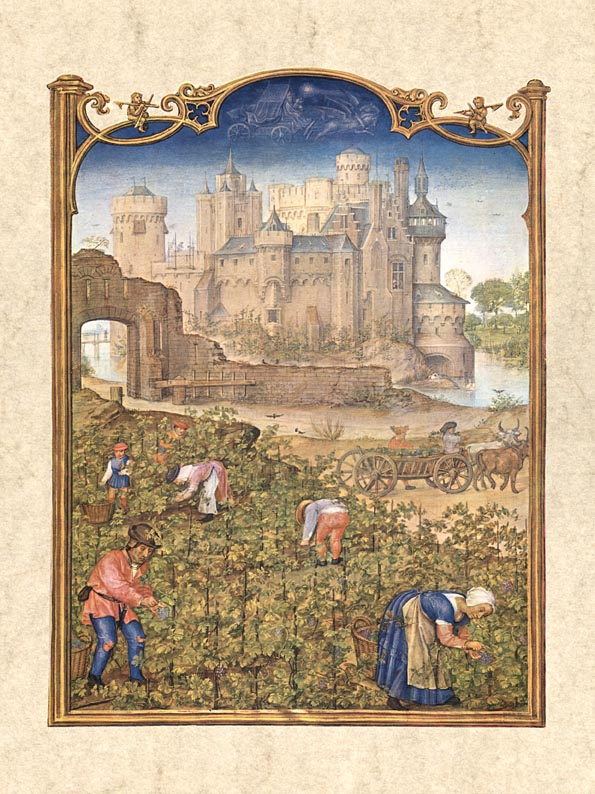
Miniatura z kalendarza – miesiąc wrzesień
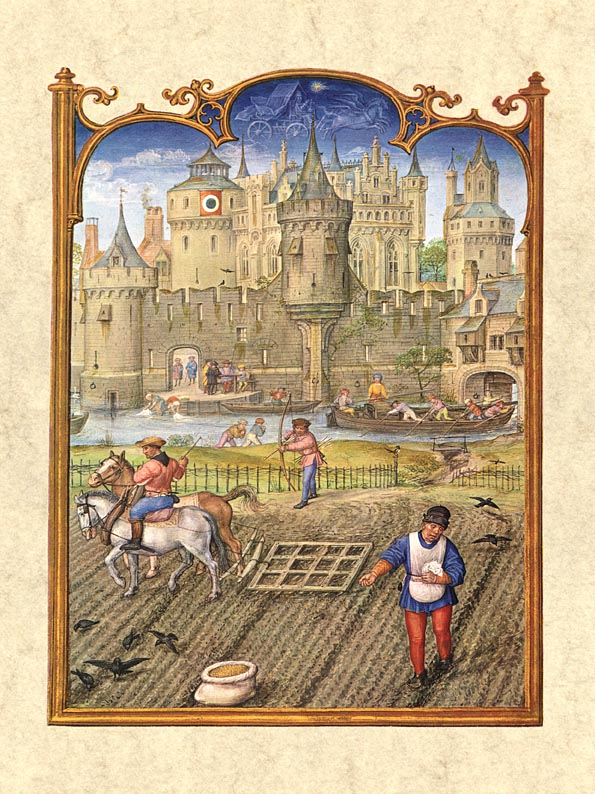
Miniatura z kalendarza – miesiąc październik
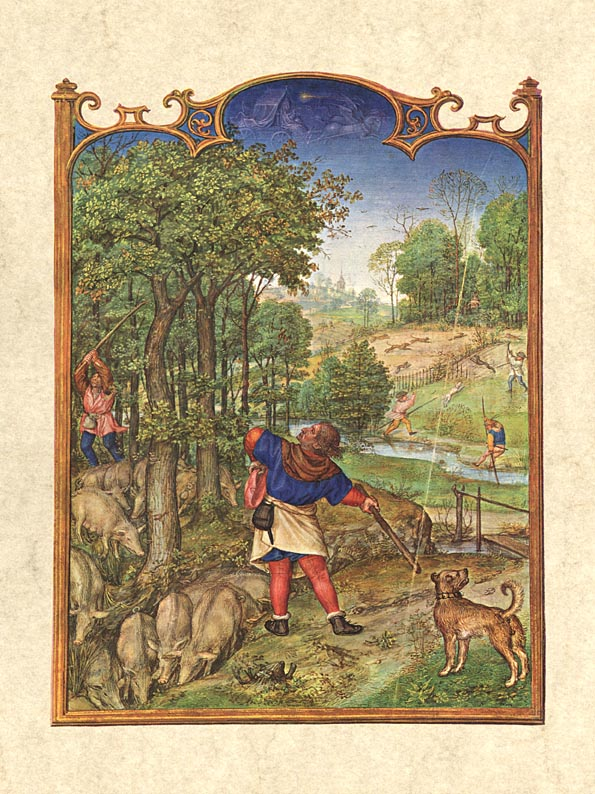
Miniatura z kalendarza – miesiąc listopad
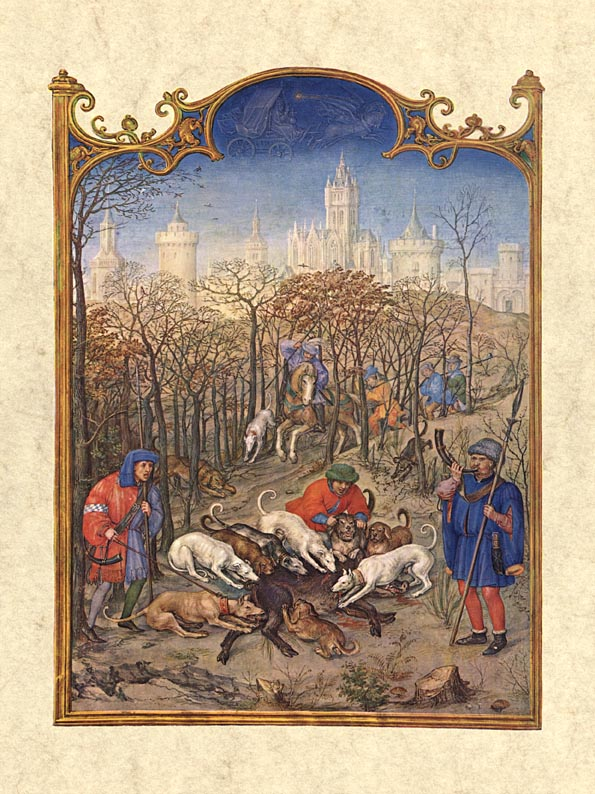
Miniatura z kalendarza – miesiąc grudzień